# 阪神7001・7101形電車
阪神7001・7101形電車（はんしん7001・7101がたでんしゃ）は、阪神電気鉄道が1970年に導入した電車で、赤胴車と呼ばれる優等列車用の形式である。郊外電車では日本初の営業用電機子チョッパ制御車であり、抵抗制御の7801・7901形3次車（7840・7940以降）とともに阪神で初の冷房装置を装備した。
本項では解説の便宜上、梅田方先頭車の車両番号 + F（Formation = 編成の略）を編成名として記述（例：7101以下4両編成 = 7101F）する。

## 導入の経緯
電車の速度制御方式は、その登場以来長らく抵抗制御が主流であった。抵抗制御は抵抗器の抵抗値を加減することで主電動機に流す電流を変化させる方式であるが、抵抗器からの放熱と電力損失が発生し、接点の保守が必要な欠点があった。1960年代に開発された電機子チョッパ制御は、抵抗器が不要で回生ブレーキが使用でき、接点がなく保守も容易な利点があった。電機子チョッパ制御の研究は帝都高速度交通営団（現・東京地下鉄）が先行しており、1969年には6000系1次試作車が登場した。
当時は高度経済成長期にあたり、「3C」の1つとして冷房（Cooler）も社会に普及した。鉄道車両においても優等列車用の車両に続き、通勤用車両にも1968年に京王帝都電鉄（現・京王電鉄）初代5000系が初の通勤冷房車として登場、1969年には関西鉄道事業者では初の通勤冷房車として京阪電気鉄道の2400系が登場した。
阪神においても、普通用車両への無接点制御装置の導入に続いて、急行用車両に電機子チョッパ制御の導入で保守の軽減を図ると同時に、「六甲の涼しさを車内に」をキャッチフレーズに、冷房付の新車を登場させることとなった。電機子チョッパ制御の新製冷房車7001形は、1970年から1973年にかけて武庫川車両工業で36両が製造された。
チョッパ制御装置は回生ブレーキのない力行専用であるが、日本初の営業用チョッパ制御車の登場となった。回生ブレーキ付きの電機子チョッパ車の営業運転開始は、翌1971年の営団地下鉄6000系が最初である。
力行専用の電機子チョッパ装置は、1971年からの3601形→7601形の冷房改造の際にも採用された。阪神で回生ブレーキ付きの電機子チョッパ制御が初採用されたのは、1980年に改造された普通系の5151形・5311形である（本格採用は1981年登場の5131形・5331形より）。

## 構造

### 編成
1970年 - 1971年に製造された7101 - 7001 - 7002から7111 - 7011 - 7012までの制御車 (Tc) - 電動車 (M1) - 電動車 (M2) の3連×6本18両は、神戸方に抵抗制御の7801・7901形3次車（7840 - 7850、7940 - 7950）の2連×6本12両を連結し、3両+2両の5両編成を組成した。
その後の6両編成運転の開始により、1972年には4両固定編成の3編成12両（7013 - 7018、7113 - 7118）を増備するとともに、3両固定編成で登場した6編成に増結するTc2車も6両製造された。

### 車体
| 7001 1987年 西宮駅 |  | 7002 1987年 西宮駅 |
| 7001 1987年 西宮駅 |  | 7002 1987年 西宮駅 |

車体は先に製造された7801形新製冷房車と同一で、車体裾部に丸みがあり、前面は阪神標準の埋め込み貫通幌を装着した3面折妻の3枚窓である。7801形2次車（ラインデリア車）に準じた両開き扉であるが、冷房装置搭載のため屋根は高く、幕板も広くなった。そのため後年追加された側面行先表示器は完全に外板内に収まっている。
側窓は当初製造された3連グループは組立式の窓であったが、7113F以降の4連グループではユニットサッシを採用した。3両編成に増結した神戸向きTc車では、窓は編成内で揃えるために従来の組立式に戻っている。
内装は当時の阪神の他形式と同一で、座席はロングシートであり、化粧板は緑色の格子柄であった。この他、3連グループのM'車は、登場当初神戸寄りに簡易運転台を装備していた。
本形式で採用された車体構造は、改良を加えられつつ3801形以降、8000系タイプIまでの急行・普通系車両に継承された。

### 主要機器
台車は7801形以来の住友金属工業製造のペデスタル式コイルばね台車であるFS-341およびFS-341Tを装着したが、台車枠はメーカーの都合から従来の鋳鋼製から溶接組立の鋼板プレス製に変更された。
パンタグラフは、阪神初採用の下枠交差式パンタグラフをM1車に2基搭載した。従来の菱形よりも屋根上の専有面積が小さく、冷房車に好都合とされた。
冷房装置は三菱電機の分散式MAU-13Hで、先頭車およびパンタグラフのないM2車に7基、パンタグラフのあるM1車には6基搭載した。この冷房装置は日本国有鉄道制式のAU-13に類似したものであった。
主制御器は電機子チョッパ制御の三菱電機製CFM-118-15Hで、8個の主電動機を永久4個直列の並列2回路で制御するMM'ユニット方式である。当時のチョッパ装置では回生ブレーキの効果が十分でなく、保守省力化とコストダウンを主眼として力行専用の制御装置が採用された。
主電動機は定格出力110kWの直巻電動機で、東洋電機製造製TDK−814-A, A1, TDK-814/2-A2を4基搭載した。
ブレーキはHSC電磁直通ブレーキで、回生ブレーキや発電ブレーキは装備していない。阪神の急行系車両はブレーキの頻度が低いことから、7801形と同じく電気ブレーキを省略した。
補助電源は出力70kVAのCLG-346形電動発電機（MG）を、空気圧縮機（CP）はDH-25-Dを搭載する。

## 運用
本形式の第1編成である7101 - 7001 - 7002の3連は1970年5月27日に竣功、4月に登場していた7801形3次車の7940 - 7840を神戸方に連結して、7101 - 7001 - 7002 + 7940 - 7840の5連で試運転を行い、同年7月より冷房車としての営業運転を開始した。
阪神と並行する阪急では、神戸線用に阪急初の冷房車として5200系が登場し、国鉄では東海道・山陽本線の快速電車用に113系の試作冷房車が投入された。阪神では翌1971年以降に7861形を皮切りとして急行系車両の冷房化を推進し、7001形は後に登場した3801形ともども1970年代から1980年代前半にかけての阪神の代表車として広く知られるようになった。
この頃になると特急運用の6連化が進行したことから、1972年に登場した7113F以降からは当初から4連で製造されたほか、3連グループも神戸寄りに偶数向きのTc車を組み込んで4連化を行い、M2車の簡易運転台を撤去した。併結相手も7801形3次車だけでなく冷房改造済みの7861形や7801形1次車も加わり、1976年以降は最後に冷房改造された7801形2次車も加わって、大阪方、神戸方のどちらかの車両の屋根高さが異なる凸凹編成を組んだ。
1976年に列車無線を誘導無線からVHFに切り替え、1983年には前面および側面に行先表示器を設置する改造を行った。

## 2000系への改造

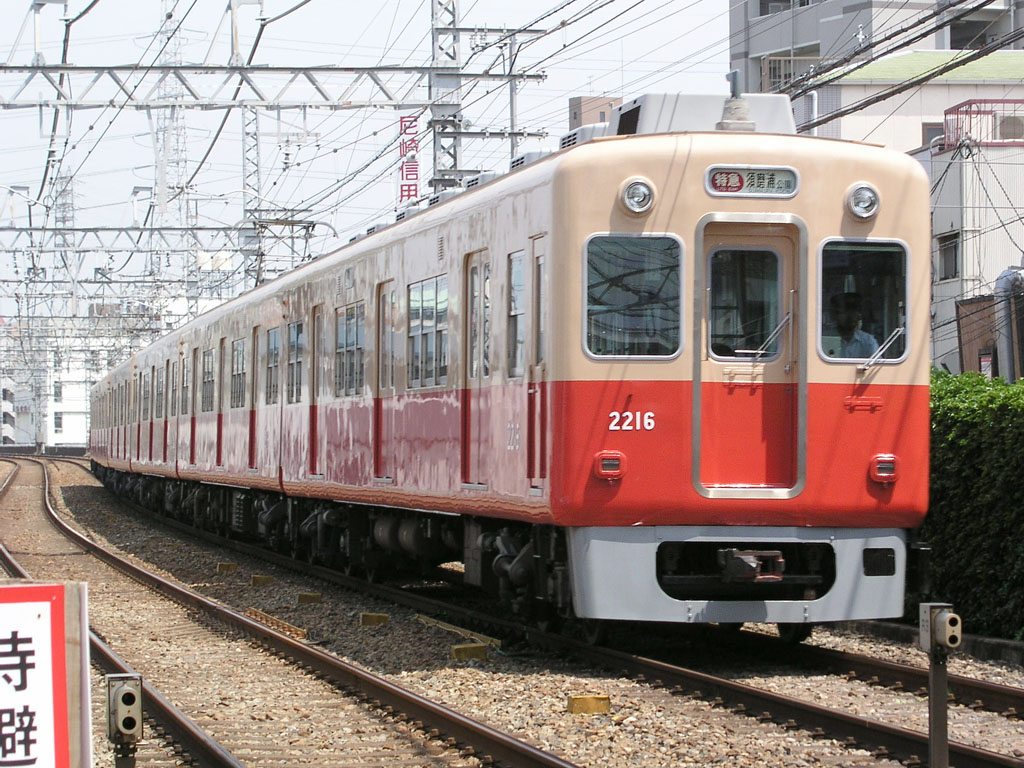
改造後の2000系2216（元7101形7116）

7001・7101形の全車と7801・7901形の新製冷房車は、1990年から1993年にかけての更新工事により新形式の2000系に改造された。編成は3両ユニット2本の6両固定編成となり、制御装置は直巻電動機で回生ブレーキが使用可能な界磁添加励磁制御に換装されている。
この改造に伴う改番により、7001・7101形は形式消滅した。改造された2000系も2011年までに全車が廃車となっている。

## 編成表
竣工日は以下のとおり。
| ← 梅田元町 → |        |         |          |                |
| クハ Tc1     | モハ M | モハ M' | クハ Tc2 | 竣工           |
| 7101         | 7001   | 7002    |          | 1970年5月27日  |
| 7103         | 7003   | 7004    |          | 1970年8月28日  |
| 7105         | 7005   | 7006    |          | 1970年10月28日 |
| 7107         | 7007   | 7008    |          | 1970年11月19日 |
| 7109         | 7009   | 7010    |          | 1971年9月20日  |
| 7111         | 7011   | 7012    |          | 1971年11月15日 |
| 7113         | 7013   | 7014    | 7114     | 1972年1月26日  |
| 7115         | 7015   | 7016    | 7116     | 1972年3月17日  |
| 7117         | 7017   | 7018    | 7118     | 1972年7月11日  |
|              |        |         | 7102     | 1972年11月8日  |
|              |        |         | 7104     | 1972年11月8日  |
|              |        |         | 7106     | 1972年10月12日 |
|              |        |         | 7108     | 1972年10月12日 |
|              |        |         | 7110     | 1973年3月22日  |
|              |        |         | 7112     | 1973年3月22日  |

### 登場時
1970年の登場時以降の編成。3M2Tの5両編成の大阪方3両が7001・7001形、神戸方2両が7801・7901形の新製冷房車。
| ← 梅田元町 → |        |         |         |            |
| クハ Tc1     | モハ M | モハ M' | サハ T2 | クモハ Mc2 |
| 7101         | 7001   | 7002    | 7940    | 7840       |
| 7103         | 7003   | 7004    | 7942    | 7842       |
| 7105         | 7005   | 7006    | 7944    | 7844       |
| 7107         | 7007   | 7008    | 7946    | 7846       |
| 7109         | 7009   | 7010    | 7948    | 7848       |
| 7111         | 7011   | 7012    | 7950    | 7850       |

### 4両編成化後
1989年9月20日時点での編成。7011編成までは神戸方先頭車の新製で4連化、7013編成以降は当初より4両編成で新製。
| ← 梅田元町 → |        |         |          |
| クハ Tc1     | モハ M | モハ M' | クハ Tc2 |
| 7101         | 7001   | 7002    | 7102     |
| 7103         | 7003   | 7004    | 7104     |
| 7105         | 7005   | 7006    | 7106     |
| 7107         | 7007   | 7008    | 7108     |
| 7109         | 7009   | 7010    | 7110     |
| 7111         | 7011   | 7012    | 7112     |
| 7113         | 7013   | 7014    | 7114     |
| 7115         | 7015   | 7016    | 7116     |
| 7117         | 7017   | 7018    | 7118     |